# Enes Ünal
Pour les articles homonymes, voir Ünal.
Enes Ünal, né le 10 mai 1997 à Osmangazi (Turquie), est un footballeur international turc qui évolue au poste d'avant-centre à l'AFC Bournemouth.

## Biographie

### Jeunesse
Ünal naît à Osmangazi, dans la province de Bursa. Il est le fils de Mesut Ünal (en), un ancien footballeur professionnel ayant joué la plus grande partie de sa carrière à Bursaspor. Enes Ünal début le football à l'âge de 9 ans dans le club de son père. Durant ses trois premières années, il marque plus de 170 buts en 102 matchs.
En mars 2013, des clubs comme Chelsea, la Juventus ou Mönchengladbach tentent de faire signer Ünal sans succès.

### Carrière en club

#### Bursaspor
Ünal signe son premier contrat professionnel le 5 mai 2013, s'engageant pour 3 ans avec un salaire de 500 000 livres turques. Il fait ses débuts sous le maillot de Bursaspor le 1er août 2013, lors du match aller du troisième tour de qualification de la Ligue Europa face au FK Vojvodina. Il entre en jeu à la place de Sebastián Pinto à cinq minutes du coup de sifflet final, mais son équipe ne parvient pas à se départager avec le club serbe (2-2). Le 25 août, il remplace Ferhat Kiraz (en) à la 71e minutes afin de faire ses débuts en championnat face à Galatasaray. Il marque son premier but trois minutes après être entré sur le terrain, et devient ainsi le plus jeune joueur à marquer un but en Süper Lig.

#### Manchester City
Le 25 juin 2015, le président de Bursaspor annonce avoir trouvé un accord avec Manchester City pour le transfert de Ünal au club anglais. Le montant du transfert avoisine les 3 millions d'euros.

##### Prêt à Genk
Le 31 juillet 2015, Manchester City annonce le prêt d'Ünal au KRC Genk pour deux saisons.

#### Prêt au Twente (2016-2017)
Enes Ünal est à nouveau prêté par Manchester City au Twente pour une saison. Il est titulaire en championnat pour la première fois à la troisième journée contre le Fc Groningen et marque un somptueux triplé en 16 minutes. Il récidive en marquant un doublé 2 semaines plus tard contre l'équipe de ADO Den Haag lors de la sixième semaine de championnat. Il est actuellement le troisième meilleur buteur du championnat néerlandais avec 17 buts en 29 matchs.

#### Villarreal
Il signe le 31 mai 2017 un contrat de 5 ans à Villarreal sans jamais avoir porté le maillot de City.

#### Getafe CF
Le 12 août 2020, Enes Ünal rejoint le Getafe CF, signant un contrat de cinq ans,.
Le 2 janvier 2022, Enes Ünal marque le but de la victoire contre le Real Madrid (1-0), transformant ainsi le premier match de l'année du Real Madrid (alors premier du championnat) en défaite.

### Carrière en sélection
Il joue son premier match en équipe nationale le 31 mars 2015, en amical contre le Luxembourg.

## Statistiques
| Saison                | Club                      | Championnat           | Championnat | Championnat | Coupe nationale | Coupe nationale | Coupe de la Ligue | Coupe de la Ligue | Compétition(s) continentale(s) | Compétition(s) continentale(s) | Compétition(s) continentale(s) | Barrages | Barrages | Turquie | Turquie | Total | Total |
| Saison                | Club                      | Division              | M.          | B.          | M.              | B.              | M.                | B.                | Comp.                          | M.                             | B.                             | M.       | B.       | M.      | B.      | M.    | B.    |
| 2013-2014             | Bursaspor                 | Süper Lig             | 16          | 3           | 5               | 3               | -                 | -                 | C3                             | 2                              | 0                              | -        | -        | -       | -       | 23    | 6     |
| 2013-2014             | Bursaspor                 | Süper Lig             | 19          | 1           | 10              | 0               | -                 | -                 | C3                             | 2                              | 0                              | -        | -        | 1       | 0       | 32    | 1     |
| Sous-total            | Sous-total                | Sous-total            | 35          | 4           | 15              | 3               | -                 | -                 | -                              | 4                              | 0                              | -        | -        | 1       | 0       | 55    | 7     |
| 2015-2016             | KRC Genk (prêt)           | Pro League            | 12          | 1           | 2               | 1               | -                 | -                 | -                              | -                              | -                              | -        | -        | -       | -       | 14    | 2     |
| Sous-total            | Sous-total                | Sous-total            | 12          | 1           | 2               | 1               | -                 | -                 | -                              | -                              | -                              | -        | -        | -       | -       | 14    | 2     |
| 2015-2016             | NAC Breda (prêt)          | Eerste Divisie        | 11          | 9           | -               | -               | -                 | -                 | -                              | -                              | -                              | 3        | 0        | -       | -       | 14    | 9     |
| Sous-total            | Sous-total                | Sous-total            | 11          | 9           | -               | -               | -                 | -                 | -                              | -                              | -                              | -        | -        | -       | -       | 11    | 9     |
| 2016-2017             | FC Twente (prêt)          | Eredivisie            | 32          | 18          | 1               | 1               | -                 | -                 | -                              | -                              | -                              | -        | -        | 5       | 0       | 38    | 19    |
| Sous-total            | Sous-total                | Sous-total            | 32          | 18          | 1               | 1               | -                 | -                 | -                              | -                              | -                              | -        | -        | 5       | 0       | 38    | 19    |
| 2017-2018             | Villarreal CF             | LaLiga                | 23          | 5           | 3               | 0               | -                 | -                 | C3                             | 5                              | 0                              | -        | -        | 2       | 0       | 33    | 5     |
| Sous-total            | Sous-total                | Sous-total            | 23          | 5           | 3               | 0               | -                 | -                 | -                              | 5                              | 0                              | -        | -        | 2       | 0       | 33    | 5     |
| 2017-2018             | Levante UD (prêt)         | LaLiga                | 7           | 1           | -               | -               | -                 | -                 | -                              | -                              | -                              | -        | -        | 1       | 0       | 8     | 1     |
| Sous-total            | Sous-total                | Sous-total            | 7           | 1           | -               | -               | -                 | -                 | -                              | -                              | -                              | -        | -        | 1       | 0       | 8     | 1     |
| 2018-2019             | Real Valladolid CF (prêt) | LaLiga                | 33          | 6           | 1               | 0               | -                 | -                 | -                              | -                              | -                              | -        | -        | 3       | 0       | 37    | 6     |
| 2019-2020             | Real Valladolid CF (prêt) | LaLiga                | 35          | 6           | 2               | 2               | -                 | -                 | -                              | -                              | -                              | -        | -        | 1       | 2       | 38    | 10    |
| Sous-total            | Sous-total                | Sous-total            | 68          | 12          | 3               | 2               | -                 | -                 | -                              | -                              | -                              | -        | -        | 4       | 2       | 75    | 16    |
| 2020-2021             | Getafe CF                 | LaLiga                | 28          | 4           | 1               | 1               | -                 | -                 | -                              | -                              | -                              | -        | -        | 9       | 0       | 38    | 5     |
| 2021-2022             | Getafe CF                 | LaLiga                | 37          | 16          | -               | -               | -                 | -                 | -                              | -                              | -                              | -        | -        | 5       | 0       | 42    | 16    |
| 2022-2023             | Getafe CF                 | LaLiga                | 35          | 14          | 3               | 1               | -                 | -                 | -                              | -                              | -                              | -        | -        | 5       | 1       | 43    | 16    |
| 2023-2024             | Getafe CF                 | LaLiga                | 3           | 0           | 2               | 0               | -                 | -                 | -                              | -                              | -                              | -        | -        | -       | -       | 5     | 0     |
| Sous-total            | Sous-total                | Sous-total            | 103         | 34          | 6               | 2               | -                 | -                 | -                              | -                              | -                              | -        | -        | 19      | 1       | 128   | 37    |
| 2023-2024             | AFC Bournemouth (prêt)    | Premier League        | 16          | 2           | 1               | 0               | -                 | -                 | -                              | -                              | -                              | -        | -        | 1       | 0       | 18    | 2     |
| 2024-2025             | AFC Bournemouth           | Premier League        | 8           | 0           | 0               | 0               | -                 | -                 | -                              | -                              | -                              | -        | -        | 1       | 0       | 9     | 0     |
| Sous-total            | Sous-total                | Sous-total            | 24          | 2           | 1               | 0               | -                 | -                 | -                              | -                              | -                              | -        | -        | 2       | 0       | 27    | 2     |
| Total sur la carrière | Total sur la carrière     | Total sur la carrière | 314         | 86          | 30              | 9               | -                 | -                 | -                              | 9                              | 0                              | 3        | 0        | 34      | 3       | 390   | 98    |